# Çardak, Pamukova
Çardak là một xã thuộc huyện Pamukova, tỉnh Sakarya, Thổ Nhĩ Kỳ. Dân số thời điểm năm 2008 là 433 người.